# 孝正皇太后
孝正太后，王氏，名不詳（約1594年？—1651年四月），丹徒人，朱常瀛繼妃，永曆帝嗣桂王時晉太妃。南明永曆年间为皇太后。信奉天主教，洗礼名为伊莲娜（Helena）。

## 生平
隆武帝在汀州府被清兵所殺，丁魁楚、瞿式耜議奉永曆帝為監國。王太妃婉拒：「我兒朱由榔不是撥亂反正之才，為何要以一朝虛號，令人民生靈塗炭呢？南京、福京的前事可鑒啊！」又向大臣說希望以其他宗室當皇帝。但在大臣再三請求下，王太妃終於接受朱由榔監國。
永曆帝即位後，尊王太妃為慈聖皇太后。王太后慈祥亦懂大體，也習文，善於判決，永曆帝也尊重其決定。後永曆帝至肇慶，加王太后尊號為寧聖慈肅皇太后。封王太后弟王國璽為武清伯。

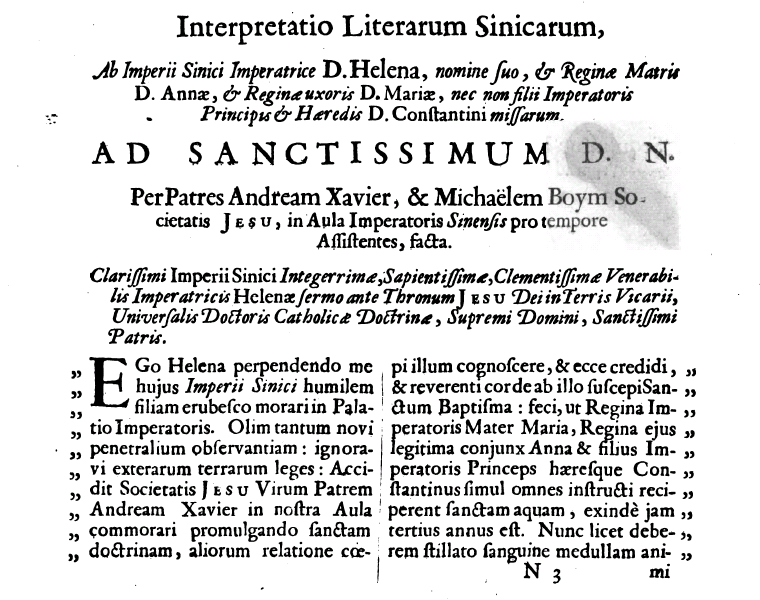
由卜彌格翻譯成拉丁文的致教宗書

永歷四年十月十一日，王太后致書教宗依諾增爵十世，爭取西方天主教支持南明政權，但是未能獲得任何結果。
永曆五年（1651年）四月王氏在田州去世，五月葬於南寧，諡號為孝正莊翼敦仁端惠天聖皇太后。

## 外部連結
- 梵蒂岡宗座檔案館藏致教宗書照片 （页面存档备份，存于）